# Єсенія (фільм)
«Єсенія» (ісп. Yesenia) — мексиканський кінофільм 1971 року у жанрі мелодрами. У головній ролі — Жаклін Андере.

## Сюжет
Після смерті матері Єсенія залишається на вихованні у бабусі, старої циганки Махсіти. Одного разу Єсенія краде гаманець у офіцера Освальдо й саме завдяки цьому випадку між ними виникають романтичні стосунки. Скоро вони вирішують одружитися, та це не зовсім просто: через те, що Єсенія — циганка. Тоді Освальдо погоджується оформити їхні стосунки за всіма циганськими звичаями, тільки щоб бути з коханою. Після весілля Єсенія йде з табору й оселяється в домі Освальдо. Але скоро Освальдо заарештовують, й деякий час потому, стомившись чекати чоловіка, про долю якого вона нічого не знає, Єсенія знову повертається до своїх.
Одного разу, будучи трохи напідпитку, Махсіта розповідає Єсенії, що та — не циганка й народилась не в таборі, а її справжня родина — це заможні люди, що мешкають в місті, які були змушені відмовитися від неї через збіг обставин. Єсенія повертається в справжню родину, де її всі добре приймають, й у неї з'являється молодша сестра Луїса. Скоро в їхньому домі з'являється Освальдо, який, як виявилось, зустрічається з сестрою Єсенії. Увесь цей час він був у полоні й не міг розшукати Єсенію. Зустрівшись знову, вони не можуть бути одне без одного. Луїса, у якої серйозна хвороба серця, не може бачити, як відходить її кохання та, покинувши дім, їде до Європи. Єсенія та Освальдо знову щасливі разом.

## У ролях
- Жаклін Андере — Єсенія
- Хорхе Лават — Освальдо Ледук
- Ірма Лосано — Луїса
- Ісабела Корона — Махсіта
- Августо Бенедіко — дон Хуліо
- Алісія Родрігес — Марісела

## Прокат в СРСР
Мелодрама «Єсенія» стала абсолютним рекордсменом річного прокату за всю історію СРСР. У 1975 році її переглянули 91 мільйон глядачів, і вона випередила такі картини, як «Москва сльозам не вірить» і «Пірати XX століття».